# Batallas de los Siete Días
Las batallas de los siete días fueron una serie de seis grandes batallas en el Teatro del Este que duraron del 25 de junio al 2 de julio de 1862 cerca de Richmond (Virginia) durante la guerra civil estadounidense. El general confederado Robert E. Lee frenó la invasión del Ejército de la Unión de Potomac (en inglés: Union Army of the Potomac), comandado por el comandante general George B. McClellan, hacia Richmond en un intento de conquistar la península de Virginia. Esta serie de batallas es conocida erróneamente como la campaña de los siete días, pero en realidad fue la culminación de la campaña de la península, por lo que no era una campaña en sí.
La batalla de los siete días comenzó con un ataque de la Unión en la pequeña batalla de Oak Grove el 25 de junio de 1862 al mando de McClellan, pero de pronto perdió iniciativa y Lee comenzó una serie de ataques: en la presa de Beaver Creek el 26 de junio, en Gaines' Mill el 27 de junio y 28 de junio un pequeño ataque en la granja de Garnett y Golding y el ataque a la retaguardia de la Unión en la batalla de Savage's Station el 29 de junio. El ejército de McClellan se retira a guarecerse en Harrison's Landing a orillas del río James. Lee tiene la última oportunidad para interceptar al ejército de la Unión en la batalla de Glendale el 30 de junio, pero el plan fue mal ejecutado y permitió escapar al enemigo a una importante posición defensiva en Malvern Hill. En la batalla de Malvern Hill el 1 de julio, Lee lanzó inútiles ataques frontales, sufriendo numerosas bajas en la infantería y en las defensas de la artillería.
Los "siete días" terminaron con el ejército de McClellan en relativa seguridad al otro lado del río James, después de haber sufrido casi 16.000 bajas durante la retirada. El ejército de Lee, que había ido a la ofensiva durante los siete días, sufrió la pérdida de más de 20.000 hombres. Lee se quedó convencido de que McClellan no volvería a suponer una amenaza contra Richmond, por lo que se trasladó a la campaña de Virginia del norte y de Maryland.